# Rádio Princesa (Porto Alegre)
Rádio Princesa foi uma estação de rádio brasileira com sede em Porto Alegre, RS já operou na frequência AM 780 kHz.
Pertenceu ao Jornal do Comércio e atualmente pertence à Rede Pampa de Comunicação. Já operou na frequência 780 kHz AM entre 1970 e 1997, e, quando a Rede Pampa comprou a emissora, passou ela para os 1020 kHz AM.